# Nicotine (X-Files)
Pour les articles homonymes, voir Nicotine (homonymie).
Nicotine (Brand X) est le 18e épisode de la saison 7 de la série télévisée X-Files. Dans cet épisode, Mulder et Scully sont confrontés à un sinistre secret impliquant l'industrie du tabac.

## Résumé
À Winston-Salem, Caroline du Nord, Skinner doit veiller à la sécurité du docteur James Scobie, ancien employé du cigarettier Morley qui doit bientôt témoigner contre son ex-patron. Mais Skinner trouve Scobie mort dans sa salle de bains, le visage lacéré. D'autres victimes sont bientôt retrouvées dans un état semblable. Il s'avère que Morley a créé une sorte de super-tabac qui est le nid de vrillettes du tabac génétiquement modifiées dont les œufs survivent à la manufacture du tabac lors de la fabrication des cigarettes. Darryl Weaver, un fumeur à la chaîne, est le seul sujet des tests encore en vie et a précédemment conclu un accord avec les docteurs Scobie et Voss pour garantir son silence.

## Distribution
- David Duchovny : Fox Mulder
- Gillian Anderson : Dana Scully
- Mitch Pileggi : Walter Skinner
- Dennis Boutsikaris : le docteur Peter Voss
- Richard Cox : Daniel Brimley
- Tobin Bell : Darryl Weaver
- Mike Hungerford : Thomas Gastall
- Shannon O'Hurley : Anne Voss

## Accueil

### Audiences
Lors de sa première diffusion aux États-Unis, l'épisode réalise un score de 6,8 sur l'échelle de Nielsen, avec 10 % de parts de marché, et est regardé par 10,81 millions de téléspectateurs.

### Critique
L'épisode reçoit un accueil plutôt favorable. Kenneth Silber, du site space.com, estime que l'épisode bénéficie d'une « certaine imprévisibilité dans son scénario et ses personnages » et que la menace est conçue avec imagination. Le site Le Monde des Avengers lui donne la note de 3/4. Rich Rosell, du site Digitally Obsessed, lui donne la note de 3/5. Paula Vitaris, de Cinefantastique, lui donne la note de 2,5/4.
Dans son livre, Tom Kessenich évoque un épisode raisonnablement divertissant mais qui ne restera pas dans les mémoires. Todd VanDerWerff, du site The A.V. Club, lui donne la note de C. Dans leur livre sur la série, Robert Shearman et Lars Pearson lui donnent la note de 2,5/5.